# 世界で最も危険な男 「トランプ家の暗部」を姪が告発
『世界で最も危険な男 「トランプ家の暗部」を姪が告発』（せかいでもっともきけんなおとこ とらんぷけのあんぶをめいがこくはつ、Too Much and Never Enough: How My Family Created the World's Most Dangerous Man）は、アメリカ合衆国の心理学者のメアリー・L・トランプが、アメリカ合衆国大統領のドナルド・トランプとその家族について記した暴露本である。2020年7月14日にサイモン&シュスターより出版された。本書はトランプ家の力学の内幕を描写し、また叔父の税金詐欺の疑いを明らかにした匿名の情報源としての彼女の働きを含む金融取引の詳細が示されている。トランプ家は出版阻止のために訴訟を起こしたが、発売を遅らせることはできなかった。

## 背景
本書の著者である臨床心理学者のメアリー・L・トランプは、フレッド・トランプ・ジュニアの娘であり、フレッド・トランプ・シニアの孫娘にあたる。彼女は大学院で心的外傷、精神病理学、発達心理学をテーマにして学生を指導している。メアリーはストーカー被害に関する論文を書き、統合失調症に関する研究を行い、また著名な医学マニュアル『Diagnosis: Schizophrenia』の一部を執筆した。メアリーの父は1981年にアルコール依存症による心筋梗塞で42歳で亡くなった。
1999年のフレッド・シニアの死後、メアリーとその兄のフレッド3世は遺言検認裁判所で祖父の遺言について争い、遺言はフレッド・シニアの他の子供であるドナルド、マリアン、ロバートの「詐欺と不当な影響力によって斡旋された」と主張した。訴訟から1週間後、ドナルド、マリアン、ロバートは脳性麻痺によるてんかん性痙攣を患っていたフレッド3世の当時1歳半の息子のウィリアムの医療保険を打ち切った。メアリーは『ニューヨーク・デイリーニューズ』のインタビューで、「叔父と叔母は恥を知るべきです。そうでしょうね」と語った。その後、和解が成立し、ウィリアムの医療保険は復活した。2016年にドナルドはその行動について、「私は訴えられたので怒ったのだ」と説明した。
叔父の大統領選挙運動、メアリーは『ニューヨーク・タイムズ』紙と接触し、匿名の情報源としてトランプ家の税務書類の箱詰めを提供した。この書類はデヴィッド・バーストウ、スザンヌ・クレイグ、ラス・ビュートナーによるトランプの財務問題を詳述した2018年の記事に使用され、記者たちはピューリッツァー賞解説報道部門を受賞した。
バーストウはメアリー・トランプにゴーストライターとしての書籍執筆の話を持ちかけた。バーストウはメアリーをエージェントのアンドリュー・ワイリーに紹介し、数百万ドルの前金を提示した。クレイグとビュートナーはこれを知って怒り、『タイムズ』の編集者は彼の関与は同紙の倫理指針に反するとして執筆を禁じた。メアリー・トランプは結局、WMEのジェイ・マンデルと共同し、本の出版権を競売でサイモン&シュスターに売却した。

## 内容

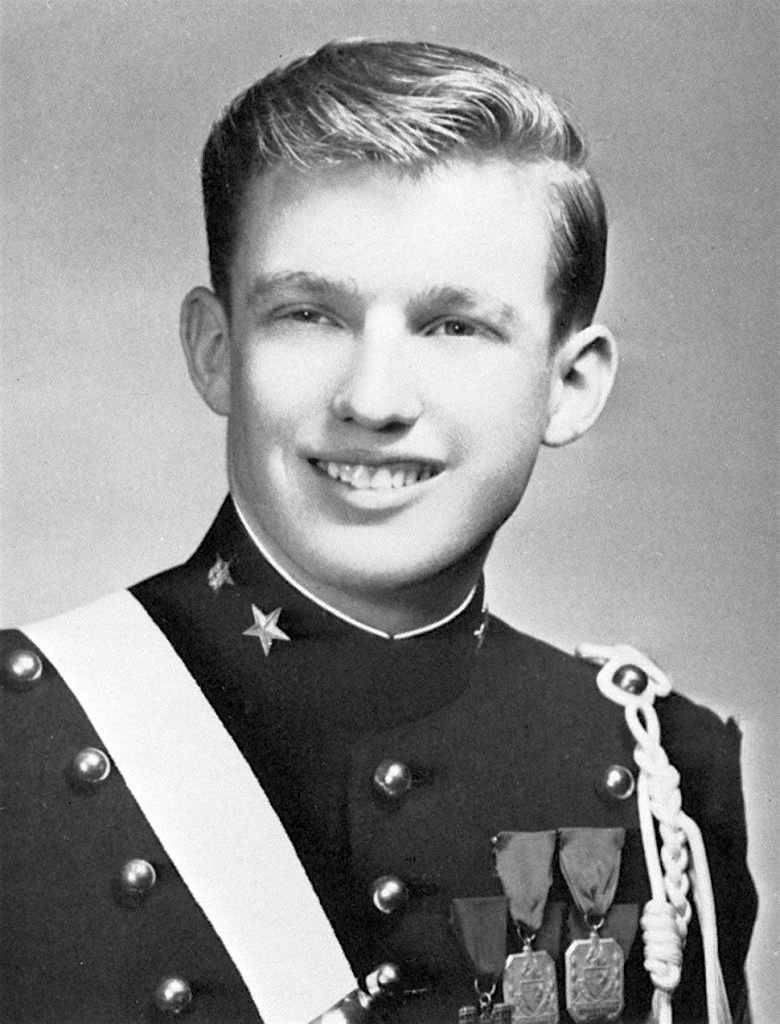
1964年のニューヨーク・ミリタリー・アカデミーでのドナルド・トランプの白黒写真。これは本書の表紙に使用された。

本書は時系列伝記の形式をとっている。ドナルド・トランプが焦点であることは明言されているが、メアリー・トランプはトランプ家の相互の力学と金銭的取引にもスポットを当てる方法として、一家の他の面々にも大きな関心を割いている。著者は臨床心理学者としての能力を活かし、ドナルドを分析する背景として家庭内部の仕組みを提供しようと試みているが、直接的な診断は避けている。
「第一部 重要なのは残酷さ」（Part One: The Cruelty Is the Point）では、著者は一家の家長であるフレッド・トランプ・シニアの人間性を描写し、彼の子供たちへの扱いがどのように彼らに永続的な影響を与えたかを解明しようと試みている。メアリーは家族の回想に基づいて、フレッド・シニアが自分の利益のために周囲の人間すべてを利用、虐待する「社会病質者（ソシオパス）」と診断している。ドナルドは兄のフレッド・ジュニアが父親から叱責され続けているのを観察するうちに、悲しみや弱み、優しさを見せないように、フレッド・シニアの態度や行動を真似しようとした。メアリーはフレッド・シニアの残酷な影響により、ドナルドの感情の幅が制限されるようになったと述べている。母のマリーは、骨粗鬆症を患っていたため、またフレッド・シニアの彼女や子供たちへの頻繁な暴言のため、子供たちの成長期には「身体的にも精神的にも障害をかかえた」従順な妻だったと説明されている。後年に彼女は、ドナルドが13歳時点で自分に対して好戦的になり、言うことを聞かなくなっていたため、ミリタリー・スクールに送られたときにはほっとしたとメアリーに打ち明けた。
「第二部 繁栄の陰で」（Part Two: The Wrong Side of the Tracks）では、著者はドナルドの初期のキャリアを時系列で描いている。著者はフレッド・シニアが自分のビジネス手腕に相応しいと考える名声を得ることができなかったため、ドナルドにトランプ・オーガナイゼーションの顔としての役割を任せ、自身は政治やビジネス上の繋がりに大きく依存して実務をこなすことに満足していたと書いている。一方でフレッド・ジュニアは、フレッド・シニアから大規模な住宅プロジェクトの失敗を不当に非難された後、ドナルドを優先して自身を脇に追いやり始めたことに気づき、家業から退いてパイロットとしてのキャリアを選択した。トランプ家はフレッド・ジュニアが選んだ職業をつねに誹謗中傷したことは1970年代に彼がアルコール依存症やその他諸問題を抱える一因となり、結局彼の航空業界でのキャリアも結婚も失敗に終わった。フレッド・トランプ・ジュニアは1981年に家族から離れた病院で心臓発作によって42歳で死去した。この際に両親は自宅で病院からのフレッド・ジュニアの訃報の電話を待ち、一方で弟ドナルドは地元映画館で映画を鑑賞していた。
「第三部 偽りと欺き」（Part Three: Smoke and Mirrors）では、著者はフレッド・シニアの影響力が弱まるにつれ、ドナルド・トランプが父に与えてくれた知識や人脈なしにビジネスを運営することにいかに難航したかを詳述している。メアリーはドナルドのことを、仲間たちが彼の悪名を資産とみなし、その仮面を崩そうとしなかったため、体裁を保つことができた無能な実業家であると書いている。1990年時点のドナルドは銀行口座からの出金を月額45万ドルに制限されていた。メアリーはまた、1999年のフレッド・シニアの死後、トランプ家が彼女と兄の医療保険を打ち切るといった行為で牙を剥き、その結果、兄の息子のウィリアムが不安定な状態に陥ったことにも焦点を当てている。メアリーはウィリアムの医療保険復活と引き換えに、一族の会社のパートナーシップを他の家族に買収させることで和解を決めたが、彼女はこの金額が大幅に低評価されていたことを後に理解する。彼女は最終的にピューリッツァー賞を受賞した『ニューヨーク・タイムズ』紙の調査で匿名の情報源として貢献することによって、一族の資産の真価をしることとなった。
「第四部 過去に行われた最悪の投資」（Part Four: The Worst Investment Ever Made）では、ドナルド・トランプがアメリカ合衆国大統領となるための運動を成功させた時期について、著者の見解が述べられている。メアリーは再び心理学者としての経験を活かし、祖父のフレッド・シニアがより強力な権力者たちとのダイレクトラインを築き、ドナルドの最悪の本能がそれぞれのニーズに応えることを可能にしたと主張している。彼女はドナルドの心理的能力はフレッド・シニアによって強引に完全に発達するのを止められていたため、彼はより有能な国内外の人物によって操られやすいままであると述べている。

## 疑惑
本書では、メアリーが『ニューヨーク・タイムズ』紙にトランプ家の機密税務書類を提供し、それを基に『タイムズ』紙が1990年代にドナルドが父のフレッド・シニアの不動産事業から約4億1300万ドルを譲り受け、またそれを自身の苦境にある事業の補填にあてていたという税的問題を報じたことに触れている。また本書ではドナルドが友人のジョー・シャピロに金を払い、SATの替え玉受験を依頼したことも告発している。さらにメアリーは本書の中でドナルドとフレッド・シニアが彼女の父を無視した末にアルコール依存症による死に追い詰めたこと、そしてまたフレッド・シニアがアルツハイマー病を発症した際に、ドナルドが彼を軽蔑し、無視していたと書かれている。

### 録音テープの公開
2020年8月22日、メアリーはドナルドの姉であり、ロナルド・レーガン大統領とビル・クリントン大統領によって連邦判事に任命された叔母のマリアン・トランプ・バリーとの会話を録音したテープを後悔した。この録音にあるバリーの発言は本書で主張されていることの多くを立証している。メアリーが会話を録音した理由は、祖父からの遺産相続の清算が著しく過小評価された金額に基づいて行われていたという証拠を集めるためであった。録音の中でバリーは、子供たちを両親から引き離すドナルドの移民政策を批判し、彼の宗教的支持者の思いやりの無さを軽蔑し、彼の残酷さといんちきぶりを嘆いた。さらに録音では、ドナルドが友人に金を払って大学入試を受験させたというメアリーの主張の出所がバリーであることが明らかになっている。

## プロモーション
本書は国内外から注目を集め、メアリー・トランプは『The Rachel Maddow Show』、『The Beat with Ari Melber』、『This Week with George Stephanopoulos』、『The View』。『Frontline』、『Cuomo Prime Time』、『Democracy Now!』、『The Late Show with Stephen Colbert』、カナダの『CTV News』、『60 Minutes Australia』、イギリスの『Channel 4 News』と『Sky News』、アイルランドのRTÉ Oneと『The Late Late Show』、スカンジナビアのトーク番組『Skavlan』などに出演した。

## 発売
サイモン&シュスターは当初は発売日を2020年8月11日と予定し、6月15日に『デイリー・ビースト』は本書に関する記事を掲載して独占報道を行った。その2日後、本書はAmazonのベストセラーリストで5位を記録した。この記事の反響を受けて発売日は7月28日に前倒された。7月6日、サイモン&シュスターは「互い需要と並外れた関心」の結果、発売日を7月14日に変更することを発表し、それを受けて本書はAmazonのベストセラー1位として『ジョン・ボルトン回顧録 トランプ大統領との453日』を抜き去った。2020年7月17日、サイモン&シュスターは本書が発売日までに予約販売で95万部以上を売り上げ、同社の新記録を達成したと発表した。初週で本書は135万部を売り上げた。

### 出版差し止め訴訟
『デイリー・ビースト』は、ドナルド・トランプがメアリーに対して法的措置をとる可能性について話し合っていると報じた。彼は『アクシオス』に対し、メアリーは以前に「非常に強力な」秘密保持契約（NDA）に署名しており、彼女は「本を執筆することは許可されない」と主張した。
2020年6月23日、ロバート・トランプは訴えを起こし、メアリーのNDAを理由に出版の差し止めを求めた。6月25日の審理でニューヨーク市クイーンズ郡遺言検認裁判所のピーター・J・ケリー判事は管轄外を理由に訴えを却下した。ロバートはこの訴訟をダッチェス郡のニューヨーク州上位裁判所に持ち込み、6月30日にハル・B・グリーンウォルド判事は出版の一時差し止め命令を下し、さらに出版を永続的に差し止めるべきかとうかを決定するための審理を7月10日に予定した。ニューヨーク州控訴裁判所のアラン・D・シャインクマン判事は7月1日、下級審の判決を覆し、サイモン&シュスターはNDAの当事者ではなく、憲法修正第1条を考慮して事前抑制および出版前差し止め命令の対象ではないと判断し、同社は7月10日の審理を待つ間も出版を進めることができると裁定し、一方でメアリーの書籍販売活動は差し止められたままとなり、彼女のNDA違反問題は未解決のままとなった。7月2日、メアリーは宣誓供述書を提出し、「和解契約における資産評価は詐欺的なものである」ことを含む多くの理由により、和解契約のNDA条項には拘束されないと主張した。
7月13日、グリーンウォルドはサイモン&シュスターが本書の出版を継続する権利を肯定し、同社との契約上、メアリーは出版を中止することはできず、既に「大量に出版され、流通している」本の出版中止を命じることは「無意味」であるとする判決を下した。判事はまた、ロバートの提訴に対し、本書は主にその兄のドナルド大統領に焦点を当てたものであるため、この訴訟はさらに脆弱なものであったとも示唆した。ロバートはメアリーに金銭的損害賠償を請求することもできたが、判決日時点で彼にその意思があったのかは不明であった。ロバートはこの1か月後の8月15日に亡くなった。

### 日本語版
日本語版は小学館より刊行された。翻訳者の1人である草野香は、出版が急がれたために複数の翻訳者による分担同時進行だったと述べている。
- メアリー・トランプ 著、草野香、菊池由美、内藤典子、森沢くみ子、芝瑞紀、酒井章文 訳『世界で最も危険な男 「トランプ家の暗部」を姪が告発』小学館、2020年9月15日。ISBN 978-4093567282。

## 評価
本書は概ね好意的な評価を受けた。批評家たちはメアリー・トランプが臨床心理学者の背景と家族史の知識の両方を活かしたことにより、トランプの暴露本というジャンルで傑出した作品を生み出したと賞賛した。『ニューヨーク・タイムズ』紙のジェニファー・サライは、著者の勇気と決意を賞賛し、本書を「痛みから書かれ、傷つけるように構成されている」と評したが、メアリーは後にこの評の後半部分を指定した。
これは痛みから書かれ、傷つけるように構成されている本だ。（中略）心理学者が用いる幼少期の愛着や人格障害の用語は忘れなさい。メアリーが「ドナルドを倒す」必要性について語るとき、彼女は家族が本当に理解できる唯一の言葉を話し始めるのだ。—ジェニファー・サライ、『ニューヨーク・タイムズ』、2020年7月
『ロサンゼルス・タイムズ』紙は、トランプ政権に関する他の著作と本書を比較し、著者がこのテーマにアプローチした共感的な態度がユニークな解釈を生んだと評している。『アトランティック』誌上でメーガン・ガーバーは、ドナルド・トランプが自身の家族の有害な力学と同様のものを国家の舞台に持ち込むことを許したというメアリーの考察に同意した。『タイムズ』のデヴィッド・アーロノヴィッチは、本書の大部分がフレッド・トランプ・シニアの伝記であると指摘し、ドナルドを決定的に形作ったことで、この老いた家長の存在が現代政治史に何らかの形で大きな影響を与えていると考えた。『マッシャブル』のクリス・テイラーはさらに批判的であり、著者は大げさな主張をして、時には矛盾していると評した。